# Ch’ŏngjin

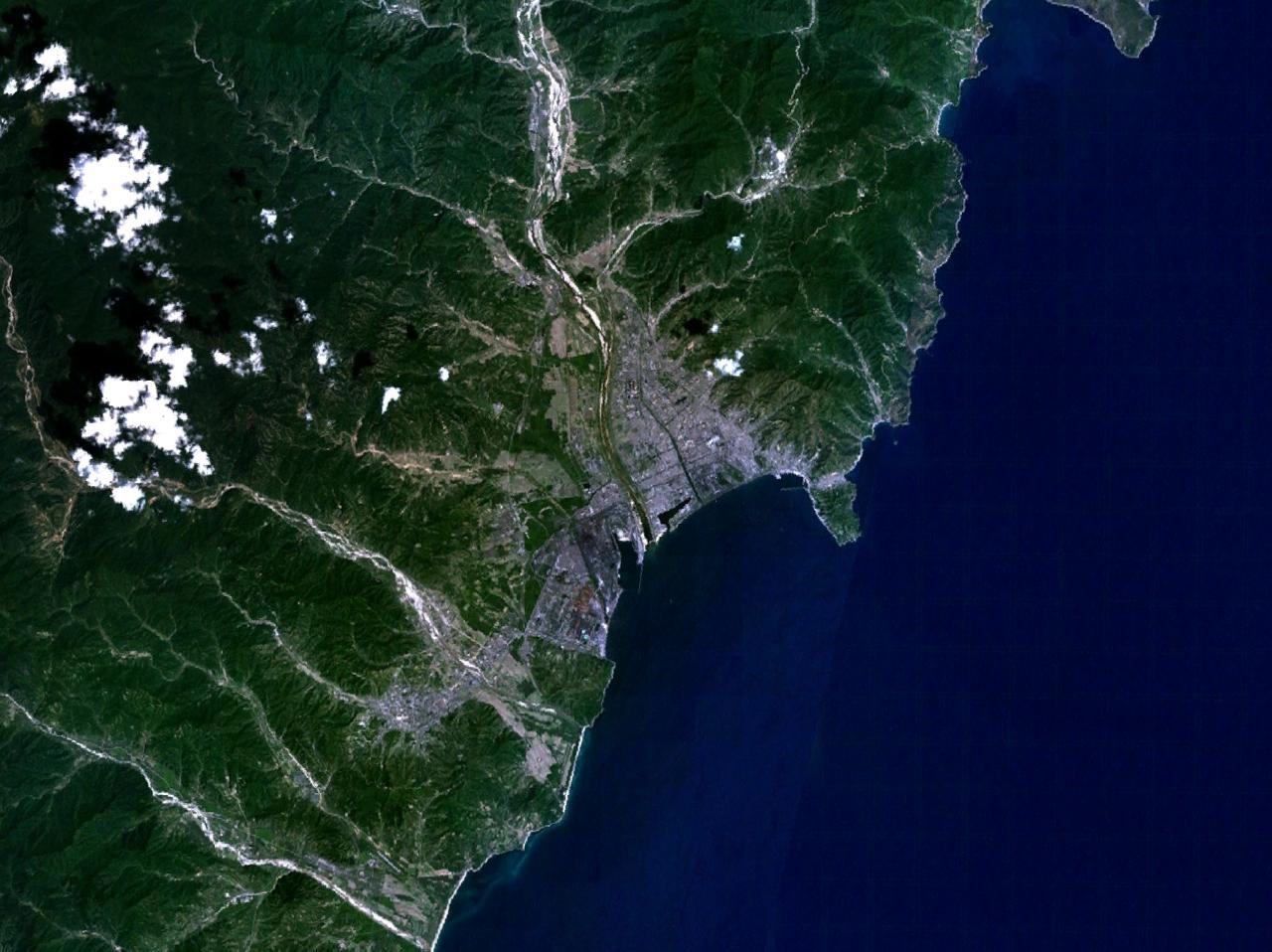
Satellitenbild von Ch’ŏngjin

Ch’ŏngjin ist eine Hafenstadt in Nordkorea mit 667.929 Einwohnern. Sie ist Industriestadt, Verkehrsknoten und Kulturzentrum mit Universitäten, Hochschulen, Theater und Museen. Die Volksrepublik China und Russland haben Konsulate in der Stadt eröffnet.

## Geografie

### Geografische Lage
Die Stadt liegt an der Ostküste von Nordkorea am Japanischen Meer, 42 Meter über dem Meeresspiegel.
Etwa 80 Prozent des Verwaltungsgebietes von Ch’ŏngjin-si, zu dem auch ländliche Regionen gehören, sind von Wald bedeckt. In Stadtnähe wurde der Baumbestand aus Brennstoffmangel mittlerweile jedoch fast vollständig gerodet. Die Küstenlänge beträgt 80 Kilometer. Die geografischen Koordinaten sind 41,78 Grad nördlicher Breite und 129,78 Grad östlicher Länge.

### Stadtgliederung
Ch’ŏngjin-si gliedert sich in folgende sieben Stadtbezirke:
- Ch’ŏngam-guyŏk (청암구역; 青岩區域)
- P’ohang-guyŏk (포항구역; 浦港區域)
- Puyun-guyŏk (부윤구역; 富潤區域)
- Ranam-guyŏk (라남구역; 羅南區域)
- Sinam-guyŏk (신암구역; 新岩區域)
- Songp’yŏng-guyŏk (송평구역; 松坪區域)
- Sunam-guyŏk (수남구역; 水南區域)

### Klima
Die Stadt befindet sich in der gemäßigten Klimazone. Die durchschnittliche Jahrestemperatur beträgt 7,6 Grad Celsius, die Jahresniederschlagsmenge 623,4 Millimeter.
Der wärmste Monat ist der August mit durchschnittlich 21 Grad Celsius, der kälteste Januar mit −6 Grad Celsius im Mittel. Der meiste Niederschlag fällt mit durchschnittlich 84 bis 135 Millimeter zwischen Juni und August, der wenigste mit fünf bis acht Millimeter im Mittel zwischen Dezember und März.
Die Winter sind in dem an der Küste gelegenen Ch’ŏngjin wärmer als in den inländischen Regionen, mit häufigem Nebel im Frühjahr und Sommer. Durchschnittlich sind es 35 bis 45 Nebeltage im Jahr, mit einem Maximum im Juni und Juli.

## Geschichte

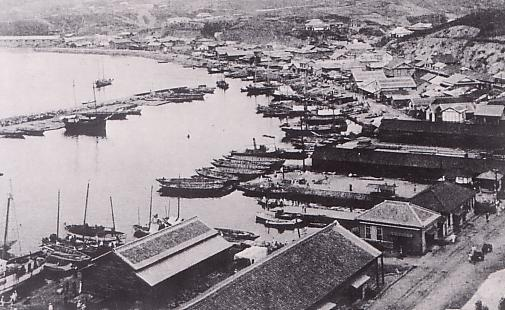
Der Hafen Seishins während der japanischen Kolonialzeit

Die Gegend um die heutige Stadt Ch’ŏngjin, der Nordosten Koreas, war bis ins 20. Jahrhundert hinein nur dünn besiedelt und wenig entwickelt. Dies änderte sich erst mit der Eingliederung Koreas ins Japanische Kaiserreich (1910 bis 1945). In dieser Zeit trug die Stadt offiziell den japanischen Namen Seishin (japanisch 淸津). Das Japanische Kaiserreich sah die Region als Aufmarschplatz für die geplante Invasion der Mandschurei, des Nordostens der Republik China an. Dementsprechend waren in der Stadt bedeutende Truppen (19. Infanteriedivision der Kaiserlich Japanischen Armee) stationiert. Ebenso war Japan an der Nutzung der Bodenschätze der Region interessiert. Im Landkreis Musan-gun an der Grenze zu China entstanden Kohle- und Erzbergwerke. Zur Verschiffung der Rohstoffe wurde in Seishin, das bis dahin ein unbedeutendes Fischerdorf war, ein Hafen eingerichtet, in dessen Nähe zudem ein großes Stahlwerk entstand.
Während des Koreakrieges (1950–1953) erlitt die Stadt schwere Verwüstungen. Bei einem Bombenangriff US-amerikanischer Flugzeuge am 19. August 1950 wurden große Teile der Stadt zerstört. Nach dem Krieg entwickelte sich Ch’ŏngjin zu einer Industriestadt und einem Verkehrsknoten der Region.
Sie war von 1960 bis 1967 und von 1977 bis 1985 eine Stadt unter zentraler Verwaltung der Regierung. Seit 1985 ist sie Teil der Provinz Nord-Hamgyŏng und deren Hauptstadt. In den 1970er Jahren, auf dem Höhepunkt der wirtschaftlichen Entwicklung der Stadt, war Ch’ŏngjin mit etwa 900.000 Einwohnern die zweitgrößte Stadt Nordkoreas. Seitdem ist die Einwohnerzahl stark zurückgegangen. Während der Hungersnöte der 1990er Jahre in Nordkorea war Ch’ŏngjin besonders schwer betroffen. Mehrere tausend Personen, Schätzungen nach ca. 20 % der Bevölkerung fielen dem Hungertod zum Opfer.
In den letzten 10 Jahren wurden das Stadtzentrum modernisiert und ein Badestrand für die einheimische Bevölkerung eingerichtet.

## Kultur und Sehenswürdigkeiten

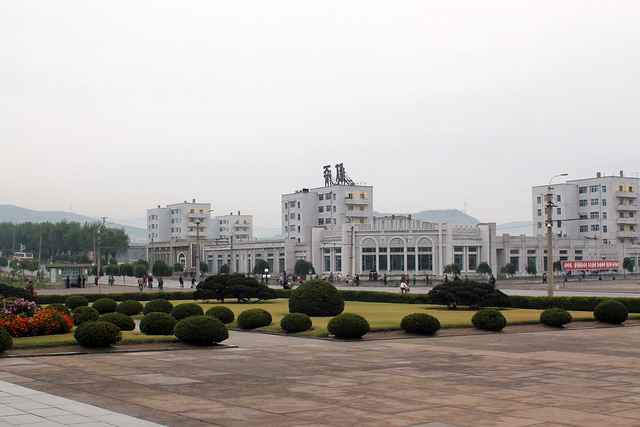
Das Stadtzentrum Ch’ŏngjins, vom Kim-Il-sung-Denkmal aus gesehen

Sehenswert in der Umgebung der Stadt sind die Wasserfälle und der Berg Chilbosan. Bis Mitte der 90er Jahre gab es den Zoo Ch’ŏngjin.

## Wirtschaft und Infrastruktur

### Wirtschaft
In Ch’ŏngjin haben sich Betriebe der Metallurgie, des Maschinenbaus, chemischer, Textil- und Leichtindustrie angesiedelt. Das Kim-Ch’aek-Eisen- und Stahlwerk ist das größte seiner Art in Nordkorea. Es werden Schiffe, Lokomotiven und Kautschuk hergestellt. In der Stadt befindet sich auch ein Forschungszentrum für Meereserzeugnisse.
Das berühmteste Produkt von Ch’ŏngjin ist der Tintenfisch, der in ganz Nordkorea bekannt ist und als Delikatesse geschätzt wird. In der Nähe von Ch’ŏngjin befindet sich ein Wasserkraftwerk, das für die Elektrizitätsgewinnung der Region genutzt wird.
Hana Electronics betreibt hier eine große Niederlassung.

### Verkehr
Ch’ŏngjin ist ein wichtiger Verkehrsknotenpunkt mit Straßen und Eisenbahnverbindungen in den Süden des Landes, nach Wŏnsan und in den Nordosten, in die von der Regierung zentral verwaltete Stadtprovinz Rasŏn. Ch’ŏngjin besitzt einen 1908 eröffneten Hafen, einen Rangierbahnhof und einen Flughafen. Seit 1970 gibt es den Oberleitungsbus Ch’ŏngjin und seit 1999 gibt es die Straßenbahn Ch’ŏngjin.
Der Flughafen Ch’ŏngjin befindet sich ebenso wie der Militärflugplatz Sungam Ni im Süden der Stadt.
Die Stadt hat einen Hafen mit Schiffswerft. Bei seinem Stapellauf im Mai 2025 kenterte hier ein Kriegsschiff neuen Typs teilweise.

### Bildung
Die Stadt besitzt drei Universitäten und mehrere Hoch- und Fachschulen.

### Sonstiges
In Ch’ŏngjin steht eine Mittelwellensendeanlage des nordkoreanischen Post- und Telekommunikationsministeriums (Frequenz 621 kHz bei 500 kW Leistung), über die das japanischsprachige Programm der Stimme Koreas und das Programm des Inlandsdienstes P’yŏngyang Pangsong (dt. Radio Pjöngjang) ausgestrahlt werden.
Im totalitären nordkoreanischen Gesellschaftssystem entscheidet die Entfernung eines Ortes von der Hauptstadt über dessen Prestige. So ist es etwa als politisch unzuverlässig angesehenen Bürgern nicht gestattet, in Pjöngjang zu leben. Weit abgelegen im Nordosten des Landes gilt Ch’ŏngjin so gleichsam als Verbannungsort. Am nördlichen Stadtrand liegt entsprechend ein großes Internierungslager für politische Gefangene.
Die offizielle nordkoreanische Geschichtsschreibung verschweigt die Rolle der Japaner bei der Entstehung der Stadt Ch’ŏngjin und seiner Industrie- und Hafenanlagen. Die Aufbauleistungen werden allein dem Staatsgründer Kim Il-sung zugeschrieben.

## Sport

### Fußball
Der Chandongja Sports Club trägt seine Heimspiele im Chandongja Park, welches Platz für 15.000 Zuschauer bietet, aus. 1989 belegte man in der DPR Korea Liga den ersten Platz.

## Söhne und Töchter der Stadt
- Lee Soon-ok (* 1947), koreanische Menschenrechtsaktivistin
- Shin Sang-ok (1926–2006), südkoreanischer Filmproduzent und -regisseur
- Akira Takarada (1934–2022), japanischer Schauspieler und Synchronsprecher